# Шевчук Ольга Василівна
Ольга Василівна Шевчук (нар. 26 квітня 1947, село Перетоки Сокальського району Львівської області) — українська радянська діячка, ланкова колгоспу імені Лопатіна Сокальського району Львівської області. Депутат Верховної Ради СРСР 9-го скликання.

## Біографія
Народилася в селянській родині. Закінчила восьмирічну школу в селі Перетоки. У 1967 році закінчила Вишнянський сільськогосподарський технікум плодоовочівництва Львівської області.
З 1967 по 1970 рік — агроном-овочівник колгоспу імені Горького села Перемога Сокальського району Львівської області.
З 1970 року — ланкова овочівницької бригади колгоспу імені Лопатіна села Перетоки (центральна садиба — в селі Скоморохи) Сокальського району Львівської області. Вирощувала високі врожаї овочів.
У 1974 році закінчила заочно Львівський сільськогосподарський інститут.
Потім — на пенсії в селі Перетоки Сокальського району Львівської області.

## Нагороди
- орден Трудового Червоного Прапора
- орден Жовтневої Революції
- медалі